# Juan Miñana

## Biografía
Juan Miñana inició su obra literaria muy joven con la publicación en 1979 del libro en catalán de prosa poética Vespre de Festa Edicions del Mall, S.A. En 1985 obtuvo el primer y tercer galardón en el premio de relatos “Ciudad de San Sebastián”. A los 25 años escribió la novela en clave satírica : La Claque publicada en 1986 en la editorial Seix Barral con la que consiguió la atención de la crítica literaria. Ha seguido publicando en diferentes editoriales españolas obras de ficción y ensayo. Ha sido traducido al alemán, francés, Inglés
Colaborador en prensa escrita y en radio. También ha realizado crítica de libros de Viajes.

## Obra
- Vespre de festa (1979) Edicions del Mall, S.A.
- La claque (1986) Editorial Seix Barral, S.A.
- El Jaquemart (1991) Editorial Seix Barral, S.A
- Última sopa de rabo de la tertulia España (1992) Editorial Edhasa..
- La playa de Pekín (1996) Editorial Planeta, S.A.
- Noticias del mundo real’’ (1999) Tusquets Editores.[9]
- El mono cansado : reflexiones sobre publicidad (2003) Ediciones B, S.A.
- Hay luz en casa de Publio Fama (2009) Editorial RBA.
- El cielo de los mentirosos (2016).[10][11]
- La novela ideal  (2022) Catedral Editorial[12]